# کاترین وارد
کاترین وارد (انگلیسی: Catherine Ward؛ زادهٔ ۲۷ فوریهٔ ۱۹۸۷) بازیکن هاکی روی یخ اهل کانادا است.